# Katedra w Manchesterze
Katedra w Manchesterze (ang. Manchester Cathedral, formalnie Cathedral and Collegiate Church of St Mary, St Denys and St George) – kościół-matka anglikańskiej diecezji Manchesteru. Siedziba biskupa i miejski kościół parafialny.
Główny korpus katedry w dużej mierze powstał podczas urzędowania Jamesa Stanleya (naczelnika w latach 1485–1506) i reprezentuje styl Perpendicular Style. Stanley był przede wszystkim odpowiedzialny za wstawienie późnośredniowiecznych drewnianych mebli, m.in. lektorium, stalle w prezbiterium i dach nawy głównej, który jest podparty przez aniołów z pozłacanymi instrumentami. Średniowieczny kościół został odrestaurowany i rozbudowany w epoce wiktoriańskiej, i ponownie po uszkodzeniu przez bombę w XX wieku. Katedra jest jednym z piętnastu budynków w Manchesterze, znajdujących się na liście zabytków Wielkiej Brytanii. 